# Albo d'oro della Coppa del Mondo di sci alpino
L'Albo d'oro della Coppa del Mondo di sci alpino riporta i vincitori della Coppa del Mondo generale e di quelle specialità, nell'ambito della Coppa del Mondo di sci alpino. Le Coppe del Mondo di discesa libera, di slalom gigante e di slalom speciale vengono assegnate fin dalla prima edizione della rassegna (Coppa del Mondo 1967), quella di supergigante a partire dalla stagione 1982-1983 (dal 1983 al 1985 i risultati del supergigante erano stati inclusi nelle classifiche di slalom gigante), quella di combinata dalla stagione 2006-2007 (con un'interruzione tra il 2012 e il 2015) e quella di slalom parallelo dalla stagione 2019-2020.

## Uomini
| Anno | Generale                | Discesa libera               | Supergigante                | Slalom gigante                              | Slalom speciale                                        | Combinata             | Slalom parallelo |
| ---- | ----------------------- | ---------------------------- | --------------------------- | ------------------------------------------- | ------------------------------------------------------ | --------------------- | ---------------- |
| 2025 | Marco Odermatt (4)      | Marco Odermatt (2)           | Marco Odermatt (3)          | Marco Odermatt (4)                          | Henrik Kristoffersen (4)                               | -                     | -                |
| 2024 | Marco Odermatt (3)      | Marco Odermatt               | Marco Odermatt              | Marco Odermatt (3)                          | Manuel Feller                                          | -                     | -                |
| 2023 | Marco Odermatt (2)      | Aleksander Aamodt Kilde (2)  | Marco Odermatt              | Marco Odermatt (2)                          | Lucas Braathen                                         | -                     | -                |
| 2022 | Marco Odermatt          | Aleksander Aamodt Kilde      | Aleksander Aamodt Kilde (2) | Marco Odermatt                              | Henrik Kristoffersen (3)                               | -                     | -                |
| 2021 | Alexis Pinturault       | Beat Feuz (4)                | Vincent Kriechmayr          | Alexis Pinturault                           | Marco Schwarz                                          | -                     | -                |
| 2020 | Aleksander Aamodt Kilde | Beat Feuz (3)                | Mauro Caviezel              | Henrik Kristoffersen                        | Henrik Kristoffersen (2)                               | Alexis Pinturault (4) | Loïc Meillard    |
| 2019 | Marcel Hirscher (8)     | Beat Feuz (2)                | Dominik Paris               | Marcel Hirscher (6)                         | Marcel Hirscher (6)                                    | Alexis Pinturault (3) | -                |
| 2018 | Marcel Hirscher (7)     | Beat Feuz                    | Kjetil Jansrud (3)          | Marcel Hirscher (5)                         | Marcel Hirscher (5)                                    | Peter Fill            | -                |
| 2017 | Marcel Hirscher (6)     | Peter Fill (2)               | Kjetil Jansrud (2)          | Marcel Hirscher (4)                         | Marcel Hirscher (4)                                    | Alexis Pinturault (2) | -                |
| 2016 | Marcel Hirscher (5)     | Peter Fill                   | Aleksander Aamodt Kilde     | Marcel Hirscher (3)                         | Henrik Kristoffersen                                   | Alexis Pinturault     | -                |
| 2015 | Marcel Hirscher (4)     | Kjetil Jansrud               | Kjetil Jansrud              | Marcel Hirscher (2)                         | Marcel Hirscher (3)                                    | -                     | -                |
| 2014 | Marcel Hirscher (3)     | Aksel Lund Svindal (2)       | Aksel Lund Svindal (5)      | Ted Ligety (5)                              | Marcel Hirscher (2)                                    | -                     | -                |
| 2013 | Marcel Hirscher (2)     | Aksel Lund Svindal           | Aksel Lund Svindal (4)      | Ted Ligety (4)                              | Marcel Hirscher                                        | -                     | -                |
| 2012 | Marcel Hirscher         | Klaus Kröll                  | Aksel Lund Svindal (3)      | Marcel Hirscher                             | André Myhrer                                           | Ivica Kostelić (2)    | -                |
| 2011 | Ivica Kostelić          | Didier Cuche (4)             | Didier Cuche                | Ted Ligety (3)                              | Ivica Kostelić (2)                                     | Ivica Kostelić        | -                |
| 2010 | Carlo Janka             | Didier Cuche (3)             | Erik Guay                   | Ted Ligety (2)                              | Reinfried Herbst                                       | Benjamin Raich        | -                |
| 2009 | Aksel Lund Svindal (2)  | Michael Walchhofer (3)       | Aksel Lund Svindal (2)      | Didier Cuche                                | Jean-Baptiste Grange                                   | Carlo Janka           | -                |
| 2008 | Bode Miller (2)         | Didier Cuche (2)             | Hannes Reichelt             | Ted Ligety                                  | Manfred Mölgg                                          | Bode Miller           | -                |
| 2007 | Aksel Lund Svindal      | Didier Cuche                 | Bode Miller (2)             | Aksel Lund Svindal                          | Benjamin Raich (3)                                     | Aksel Lund Svindal    | -                |
| 2006 | Benjamin Raich          | Michael Walchhofer (2)       | Aksel Lund Svindal          | Benjamin Raich (2)                          | Giorgio Rocca                                          | -                     | -                |
| 2005 | Bode Miller             | Michael Walchhofer           | Bode Miller                 | Benjamin Raich                              | Benjamin Raich (2)                                     | -                     | -                |
| 2004 | Hermann Maier (4)       | Stephan Eberharter (3)       | Hermann Maier (5)           | Bode Miller                                 | Rainer Schönfelder                                     | -                     | -                |
| 2003 | Stephan Eberharter (2)  | Stephan Eberharter (2)       | Stephan Eberharter (2)      | Michael von Grünigen (4)                    | Kalle Palander                                         | -                     | -                |
| 2002 | Stephan Eberharter      | Stephan Eberharter           | Stephan Eberharter          | Frédéric Covili                             | Ivica Kostelić                                         | -                     | -                |
| 2001 | Hermann Maier (3)       | Hermann Maier (2)            | Hermann Maier (4)           | Hermann Maier (3)                           | Benjamin Raich                                         | -                     | -                |
| 2000 | Hermann Maier (2)       | Hermann Maier                | Hermann Maier (3)           | Hermann Maier (2)                           | Kjetil André Aamodt                                    | -                     | -                |
| 1999 | Lasse Kjus (2)          | Lasse Kjus                   | Hermann Maier (2)           | Michael von Grünigen (3)                    | Thomas Stangassinger                                   | -                     | -                |
| 1998 | Hermann Maier           | Andreas Schifferer           | Hermann Maier               | Hermann Maier                               | Thomas Sykora (2)                                      | -                     | -                |
| 1997 | Luc Alphand             | Luc Alphand (3)              | Luc Alphand                 | Michael von Grünigen (2)                    | Thomas Sykora                                          | -                     | -                |
| 1996 | Lasse Kjus              | Luc Alphand (2)              | Atle Skårdal                | Michael von Grünigen                        | Sébastien Amiez                                        | -                     | -                |
| 1995 | Alberto Tomba           | Luc Alphand                  | Peter Runggaldier           | Alberto Tomba (4)                           | Alberto Tomba (4)                                      | -                     | -                |
| 1994 | Kjetil André Aamodt     | Marc Girardelli (2)          | Jan Einar Thorsen           | Christian Mayer                             | Alberto Tomba (3)                                      | -                     | -                |
| 1993 | Marc Girardelli (5)     | Franz Heinzer (3)            | Kjetil André Aamodt         | Kjetil André Aamodt                         | Thomas Fogdö                                           | -                     | -                |
| 1992 | Paul Accola             | Franz Heinzer (2)            | Paul Accola                 | Alberto Tomba (3)                           | Alberto Tomba (2)                                      | -                     | -                |
| 1991 | Marc Girardelli (4)     | Franz Heinzer                | Franz Heinzer               | Alberto Tomba (2)                           | Marc Girardelli (3)                                    | -                     | -                |
| 1990 | Pirmin Zurbriggen (4)   | Helmut Höflehner (2)         | Pirmin Zurbriggen (4)       | Ole Kristian Furuseth (2) Günther Mader     | Armin Bittner (2)                                      | -                     | -                |
| 1989 | Marc Girardelli (3)     | Marc Girardelli              | Pirmin Zurbriggen (3)       | Ole Kristian Furuseth Pirmin Zurbriggen (3) | Armin Bittner                                          | -                     | -                |
| 1988 | Pirmin Zurbriggen (3)   | Pirmin Zurbriggen (2)        | Pirmin Zurbriggen (2)       | Alberto Tomba                               | Alberto Tomba                                          | -                     | -                |
| 1987 | Pirmin Zurbriggen (2)   | Pirmin Zurbriggen            | Pirmin Zurbriggen           | Pirmin Zurbriggen (2)                       | Bojan Križaj                                           | -                     | -                |
| 1986 | Marc Girardelli (2)     | Peter Wirnsberger            | Markus Wasmeier             | Joël Gaspoz                                 | Rok Petrovič                                           | -                     | -                |
| 1985 | Marc Girardelli         | Helmut Höflehner             | -                           | Marc Girardelli                             | Marc Girardelli (2)                                    | -                     | -                |
| 1984 | Pirmin Zurbriggen       | Urs Räber                    | -                           | Ingemar Stenmark (7) Pirmin Zurbriggen      | Marc Girardelli                                        | -                     | -                |
| 1983 | Phil Mahre (3)          | Franz Klammer (5)            | -                           | Phil Mahre (2)                              | Ingemar Stenmark (8)                                   | -                     | -                |
| 1982 | Phil Mahre (2)          | Steve Podborski              | -                           | Phil Mahre                                  | Phil Mahre                                             | -                     | -                |
| 1981 | Phil Mahre              | Harti Weirather              | -                           | Ingemar Stenmark (6)                        | Ingemar Stenmark (7)                                   | -                     | -                |
| 1980 | Andreas Wenzel          | Peter Müller (2)             | -                           | Ingemar Stenmark (5)                        | Ingemar Stenmark (6)                                   | -                     | -                |
| 1979 | Peter Lüscher           | Peter Müller                 | -                           | Ingemar Stenmark (4)                        | Ingemar Stenmark (5)                                   | -                     | -                |
| 1978 | Ingemar Stenmark (3)    | Franz Klammer (4)            | -                           | Ingemar Stenmark (3)                        | Ingemar Stenmark (4)                                   | -                     | -                |
| 1977 | Ingemar Stenmark (2)    | Franz Klammer (3)            | -                           | Heini Hemmi                                 | Ingemar Stenmark (3)                                   | -                     | -                |
| 1976 | Ingemar Stenmark        | Franz Klammer (2)            | -                           | Ingemar Stenmark (2)                        | Ingemar Stenmark (2)                                   | -                     | -                |
| 1975 | Gustav Thöni (4)        | Franz Klammer                | -                           | Ingemar Stenmark                            | Ingemar Stenmark                                       | -                     | -                |
| 1974 | Piero Gros              | Roland Collombin (2)         | -                           | Piero Gros                                  | Gustav Thöni (2)                                       | -                     | -                |
| 1973 | Gustav Thöni (3)        | Roland Collombin             | -                           | Hansi Hinterseer                            | Gustav Thöni                                           | -                     | -                |
| 1972 | Gustav Thöni (2)        | Bernhard Russi (2)           | -                           | Gustav Thöni (3)                            | Jean-Noël Augert (3)                                   | -                     | -                |
| 1971 | Gustav Thöni            | Bernhard Russi               | -                           | Gustav Thöni (2) Patrick Russel             | Jean-Noël Augert (2)                                   | -                     | -                |
| 1970 | Karl Schranz (2)        | Karl Schranz (2) Karl Cordin | -                           | Gustav Thöni                                | Patrick Russel (2) Alain Penz (2)                      | -                     | -                |
| 1969 | Karl Schranz            | Karl Schranz                 | -                           | Karl Schranz                                | Patrick Russel Alfred Matt Alain Penz Jean-Noël Augert | -                     | -                |
| 1968 | Jean-Claude Killy (2)   | Gerhard Nenning              | -                           | Jean-Claude Killy (2)                       | Dumeng Giovanoli                                       | -                     | -                |
| 1967 | Jean-Claude Killy       | Jean-Claude Killy            | -                           | Jean-Claude Killy                           | Jean-Claude Killy                                      | -                     | -                |

## Donne
| Anno | Generale                  | Discesa libera              | Supergigante             | Slalom gigante                     | Slalom speciale                 | Combinata          | Slalom parallelo |
| ---- | ------------------------- | --------------------------- | ------------------------ | ---------------------------------- | ------------------------------- | ------------------ | ---------------- |
| 2025 | Federica Brignone (2)     | Federica Brignone           | Lara Gut-Behrami (6)     | Federica Brignone (2)              | Zrinka Ljutić                   | -                  | -                |
| 2024 | Lara Gut-Behrami (2)      | Cornelia Hütter             | Lara Gut-Behrami (5)     | Lara Gut-Behrami                   | Mikaela Shiffrin (8)            | -                  | -                |
| 2023 | Mikaela Shiffrin (5)      | Sofia Goggia (4)            | Lara Gut-Behrami (4)     | Mikaela Shiffrin (2)               | Mikaela Shiffrin (7)            | -                  | -                |
| 2022 | Mikaela Shiffrin (4)      | Sofia Goggia (3)            | Federica Brignone        | Tessa Worley (2)                   | Petra Vlhová (2)                | -                  | -                |
| 2021 | Petra Vlhová              | Sofia Goggia (2)            | Lara Gut-Behrami (3)     | Marta Bassino                      | Katharina Liensberger           | -                  | -                |
| 2020 | Federica Brignone         | Corinne Suter               | Corinne Suter            | Federica Brignone                  | Petra Vlhová                    | Federica Brignone  | Petra Vlhová     |
| 2019 | Mikaela Shiffrin (3)      | Nicole Schmidhofer          | Mikaela Shiffrin         | Mikaela Shiffrin                   | Mikaela Shiffrin (6)            | -                  | -                |
| 2018 | Mikaela Shiffrin (2)      | Sofia Goggia                | Tina Weirather (2)       | Viktoria Rebensburg (3)            | Mikaela Shiffrin (5)            | Wendy Holdener (2) | -                |
| 2017 | Mikaela Shiffrin          | Ilka Štuhec                 | Tina Weirather           | Tessa Worley                       | Mikaela Shiffrin (4)            | Ilka Štuhec        | -                |
| 2016 | Lara Gut                  | Lindsey Vonn (8)            | Lara Gut (2)             | Eva-Maria Brem                     | Frida Hansdotter                | Wendy Holdener     | -                |
| 2015 | Anna Fenninger (2)        | Lindsey Vonn (7)            | Lindsey Vonn (5)         | Anna Fenninger (2)                 | Mikaela Shiffrin (3)            | -                  | -                |
| 2014 | Anna Fenninger            | Maria Riesch                | Lara Gut                 | Anna Fenninger                     | Mikaela Shiffrin (2)            | -                  | -                |
| 2013 | Tina Maze                 | Lindsey Vonn (6)            | Tina Maze                | Tina Maze                          | Mikaela Shiffrin                | -                  | -                |
| 2012 | Lindsey Vonn (4)          | Lindsey Vonn (5)            | Lindsey Vonn (4)         | Viktoria Rebensburg (2)            | Marlies Schild (4)              | Lindsey Vonn (3)   | -                |
| 2011 | Maria Riesch              | Lindsey Vonn (4)            | Lindsey Vonn (3)         | Viktoria Rebensburg                | Marlies Schild (3)              | Lindsey Vonn (2)   | -                |
| 2010 | Lindsey Vonn (3)          | Lindsey Vonn (3)            | Lindsey Vonn (2)         | Kathrin Hölzl                      | Maria Riesch (2)                | Lindsey Vonn       | -                |
| 2009 | Lindsey Vonn (2)          | Lindsey Vonn (2)            | Lindsey Vonn             | Tanja Poutiainen (2)               | Maria Riesch                    | Anja Pärson        | -                |
| 2008 | Lindsey Vonn              | Lindsey Vonn                | Maria Riesch             | Denise Karbon                      | Marlies Schild (2)              | Maria Riesch       | -                |
| 2007 | Nicole Hosp               | Renate Götschl (5)          | Renate Götschl (3)       | Nicole Hosp                        | Marlies Schild                  | Marlies Schild     | -                |
| 2006 | Janica Kostelić (3)       | Michaela Dorfmeister (2)    | Michaela Dorfmeister (2) | Anja Pärson (3)                    | Janica Kostelić (3)             | -                  | -                |
| 2005 | Anja Pärson (2)           | Renate Götschl (4)          | Michaela Dorfmeister     | Tanja Poutiainen                   | Tanja Poutiainen                | -                  | -                |
| 2004 | Anja Pärson               | Renate Götschl (3)          | Renate Götschl (2)       | Anja Pärson (2)                    | Anja Pärson                     | -                  | -                |
| 2003 | Janica Kostelić (2)       | Michaela Dorfmeister        | Carole Montillet         | Anja Pärson                        | Janica Kostelić (2)             | -                  | -                |
| 2002 | Michaela Dorfmeister      | Isolde Kostner (2)          | Hilde Gerg (2)           | Sonja Nef (2)                      | Laure Pequegnot                 | -                  | -                |
| 2001 | Janica Kostelić           | Isolde Kostner              | Régine Cavagnoud         | Sonja Nef                          | Janica Kostelić                 | -                  | -                |
| 2000 | Renate Götschl            | Regina Häusl                | Renate Götschl           | Michaela Dorfmeister               | Špela Pretnar                   | -                  | -                |
| 1999 | Alexandra Meissnitzer     | Renate Götschl (2)          | Alexandra Meissnitzer    | Alexandra Meissnitzer              | Sabine Egger                    | -                  | -                |
| 1998 | Katja Seizinger (2)       | Katja Seizinger (4)         | Katja Seizinger (5)      | Martina Ertl (2)                   | Ylva Nowén                      | -                  | -                |
| 1997 | Pernilla Wiberg           | Renate Götschl              | Hilde Gerg               | Deborah Compagnoni                 | Pernilla Wiberg                 | -                  | -                |
| 1996 | Katja Seizinger           | Picabo Street (2)           | Katja Seizinger (4)      | Martina Ertl                       | Elfi Eder                       | -                  | -                |
| 1995 | Vreni Schneider (3)       | Picabo Street               | Katja Seizinger (3)      | Vreni Schneider (5)                | Vreni Schneider (6)             | -                  | -                |
| 1994 | Vreni Schneider (2)       | Katja Seizinger (3)         | Katja Seizinger (2)      | Anita Wachter (2)                  | Vreni Schneider (5)             | -                  | -                |
| 1993 | Anita Wachter             | Katja Seizinger (2)         | Katja Seizinger          | Carole Merle (2)                   | Vreni Schneider (4)             | -                  | -                |
| 1992 | Petra Kronberger (3)      | Katja Seizinger             | Carole Merle (4)         | Carole Merle                       | Vreni Schneider (3)             | -                  | -                |
| 1991 | Petra Kronberger (2)      | Chantal Bournissen          | Carole Merle (3)         | Vreni Schneider (4)                | Petra Kronberger                | -                  | -                |
| 1990 | Petra Kronberger          | Katharina Gutensohn         | Carole Merle (2)         | Anita Wachter                      | Vreni Schneider (2)             | -                  | -                |
| 1989 | Vreni Schneider           | Michela Figini (4)          | Carole Merle             | Vreni Schneider (3)                | Vreni Schneider                 | -                  | -                |
| 1988 | Michela Figini (2)        | Michela Figini (3)          | Michela Figini           | Mateja Svet                        | Roswitha Steiner (2)            | -                  | -                |
| 1987 | Maria Walliser (2)        | Michela Figini (2)          | Maria Walliser           | Vreni Schneider (2) Maria Walliser | Corinne Schmidhauser            | -                  | -                |
| 1986 | Maria Walliser            | Maria Walliser (2)          | Marina Kiehl             | Vreni Schneider                    | Roswitha Steiner                | -                  | -                |
| 1985 | Michela Figini            | Michela Figini              | -                        | Marina Kiehl                       | Erika Hess (4)                  | -                  | -                |
| 1984 | Erika Hess (2)            | Maria Walliser              | -                        | Erika Hess                         | Tamara McKinney                 | -                  | -                |
| 1983 | Tamara McKinney           | Doris De Agostini           | -                        | Tamara McKinney (2)                | Erika Hess (3)                  | -                  | -                |
| 1982 | Erika Hess                | Marie-Cécile Gros-Gaudenier | -                        | Irene Epple                        | Erika Hess (2)                  | -                  | -                |
| 1981 | Marie-Theres Nadig        | Marie-Theres Nadig (2)      | -                        | Tamara McKinney                    | Erika Hess                      | -                  | -                |
| 1980 | Hanni Wenzel (2)          | Marie-Theres Nadig          | -                        | Hanni Wenzel (2)                   | Perrine Pelen                   | -                  | -                |
| 1979 | Annemarie Moser-Pröll (6) | Annemarie Moser-Pröll (7)   | -                        | Christa Kinshofer                  | Regina Sackl                    | -                  | -                |
| 1978 | Hanni Wenzel              | Annemarie Moser-Pröll (6)   | -                        | Lise-Marie Morerod (3)             | Hanni Wenzel                    | -                  | -                |
| 1977 | Lise-Marie Morerod        | Brigitte Totschnig (2)      | -                        | Lise-Marie Morerod (2)             | Lise-Marie Morerod (2)          | -                  | -                |
| 1976 | Rosi Mittermaier          | Brigitte Totschnig          | -                        | Lise-Marie Morerod                 | Rosi Mittermaier                | -                  | -                |
| 1975 | Annemarie Moser-Pröll (5) | Annemarie Moser-Pröll (5)   | -                        | Annemarie Moser-Pröll (3)          | Lise-Marie Morerod              | -                  | -                |
| 1974 | Annemarie Moser-Pröll (4) | Annemarie Moser-Pröll (4)   | -                        | Hanni Wenzel                       | Christa Zechmeister             | -                  | -                |
| 1973 | Annemarie Moser-Pröll (3) | Annemarie Moser-Pröll (3)   | -                        | Monika Kaserer                     | Patricia Emonet                 | -                  | -                |
| 1972 | Annemarie Moser-Pröll (2) | Annemarie Moser-Pröll (2)   | -                        | Annemarie Moser-Pröll (2)          | Britt Lafforgue (2)             | -                  | -                |
| 1971 | Annemarie Moser-Pröll     | Annemarie Moser-Pröll       | -                        | Annemarie Moser-Pröll              | Britt Lafforgue Betsy Clifford  | -                  | -                |
| 1970 | Michèle Jacot             | Isabelle Mir (2)            | -                        | Michèle Jacot Françoise Macchi     | Ingrid Lafforgue                | -                  | -                |
| 1969 | Gertrud Gabl              | Wiltrud Drexel              | -                        | Marilyn Cochran                    | Gertrud Gabl                    | -                  | -                |
| 1968 | Nancy Greene (2)          | Isabelle Mir Olga Pall      | -                        | Nancy Greene (2)                   | Marielle Goitschel (2)          | -                  | -                |
| 1967 | Nancy Greene              | Marielle Goitschel          | -                        | Nancy Greene                       | Marielle Goitschel Annie Famose | -                  | -                |